# Jindřichov (district de Přerov)
Pour les articles homonymes, voir Jindřichov.
Jindřichov (en allemand : Heinrichswald) est une commune du district de Přerov, dans la région d'Olomouc, en République tchèque. Sa population s'élevait à 473 habitants en 2020.

## Géographie
Jindřichov se trouve à 8 km à l'est-nord-est de Potštát, à 31 km au nord-est de Přerov, à 37 km à l'est-nord-est d'Olomouc et à 243 km à l'est-sud-est de Prague.
La commune est limitée par Spálov au nord, par Odry au nord-est et à l'est, par Bělotín et Střítež nad Ludinou au sud, et par Partutovice, Potštát et Luboměř à l'ouest.

## Histoire
La première mention écrite de la localité date de 1499.